# 霍斯蒂瓦车库站
霍斯蒂瓦车库站是布拉格地铁A线的终点站。“Depo”一词在捷克语中是车库的意思，霍斯蒂瓦（Hostivař）则是布拉格的一个区。